# Villas vesuvianas de la Milla de oro
Elenco de las 122 Villas Vesuvianas de la Milla de oro, empadronadas en el Ente de Villas Vesuvianas, nacido en 1971, de la "2009 Fondazione Ente per le Ville Vesuviane".

## San Giovanni a Teduccio
- Villa Cristina
- Villa Faraón
- Villa Papa
- Villa Paudice
- Villa Percuoco
- Palacio Procaccini
- Villa Raiola Scarinzi
- Villa Vignola
- Villa Victoria
- Villa Volpicelli I
- Villa Volpicelli II
- villa zughine 1

## Barra
- Villa Amalia
- Villa Bisignano o Villa Roomer
- Villa Filomena
- Villa Giulia o De Gregorio
- Villa Nasti ahora Letizia
- Villa Pignatelli de Monteleone
- Villa Salvetti
- Villa Sant'Anna
- Villa Spinelli de Scalea
- Adicción Villa Spinelli de Scalea
- Villa Mastellone

## San Giorgio a Cremano
- Villa Bonocore
- Villa Borrelli
- Villa Bruno
- Villa Caracciolo de Forino
- Villa Carafa de Percuoco
- Villa Carsana
- Villa Cerbone
- Villa Cosenza
- Villa F. Galante vía Buozzi
- Villa G.A. Galante
- Villa Giarrusso
- Villa Giulia
- Villa Jesu
- Villa León
- Villa Lignola
- Villa Marulli
- Villa Marullier
- Villa Menale
- Villa Olimpia
- Villa Pignatelli de Montecalvo
- Villa Pizzicato
- Villa Righi
- Villa Salvetella
- Villa Sinicopri
- Villa Tanucci
- Villa Tufarelli
- Villa Avallone Tufarelli
- Villa Ummarino
- Villa Vannucchi
- Villa Zampaglione

## Portici
- Palacio Amoretti
- Villa Aversa
- Esedra ex Villa Buen
- Palacio Capuano
- Villa de Amor
- Villa de Elboeuf
- Palacio de Flor
- Villa Emilia
- Palacio Evidente
- Villa Gallo
- Collegio Landriani
- Villa Lauro Lancellotti
- Villa Maltese
- Palacio Mascabruno
- Villa Mascolo
- Villa Menna
- Villa Meola
- Villa Nava
- Villa Ragozzino
- Palacio Real
- Palacio Ruffo de Bagnara
- Palacio Sierra de Cassano
- Villa Sorvillo
- Villa Starita
- Palacio Valle
- Villa Zelo
- Palacio corrido Garibaldi 28
- Palacio corrido Garibaldi 40
- Palacio corrido Garibaldi 100
- Palacio corrido Garibaldi 101-111
- Rudere curso Garibaldi 316

## Ercolano
- Villa Abril
- Villa Arena
- Villa Campolieto
- Palacio Capracotta
- Villa Aconsejo
- Palacio Correale
- Villa De Necesidad Casaluce
- Villa De Liguoro
- Villa Durante
- Villa Favorecida
- Villa Giulio de las Villas
- Villa Lucia
- Villa Manes Rojos
- Villa Príncipe de Migliano
- Palacio Municipal de Ercolano
- Villa Passaro
- Villa Ruggiero
- Villa Signorini
- Villa Granito de Belmonte
- Palacio Tarascone
- Villa Tueste de Valminuta
- Villa Vargas
- Villa Filotico

## Torre del Greco
- Villa Bruno Prota
- Villa Caramiello
- Villa del Cardenal
- Palacio Cicchella
- Masseria Mujer Clara
- Villa Hércules
- Villa Fienga
- Villa Guerra
- Villa Macrina
- Villa María
- Villa Mennella
- Palacio Petrella
- Villa Prota
- Palacio del Salvador
- Villa San Gennariello
- Villa Solimena
- Palacio Vallelonga
- Villa de las Ginestre